# Palácio da Inconfidência

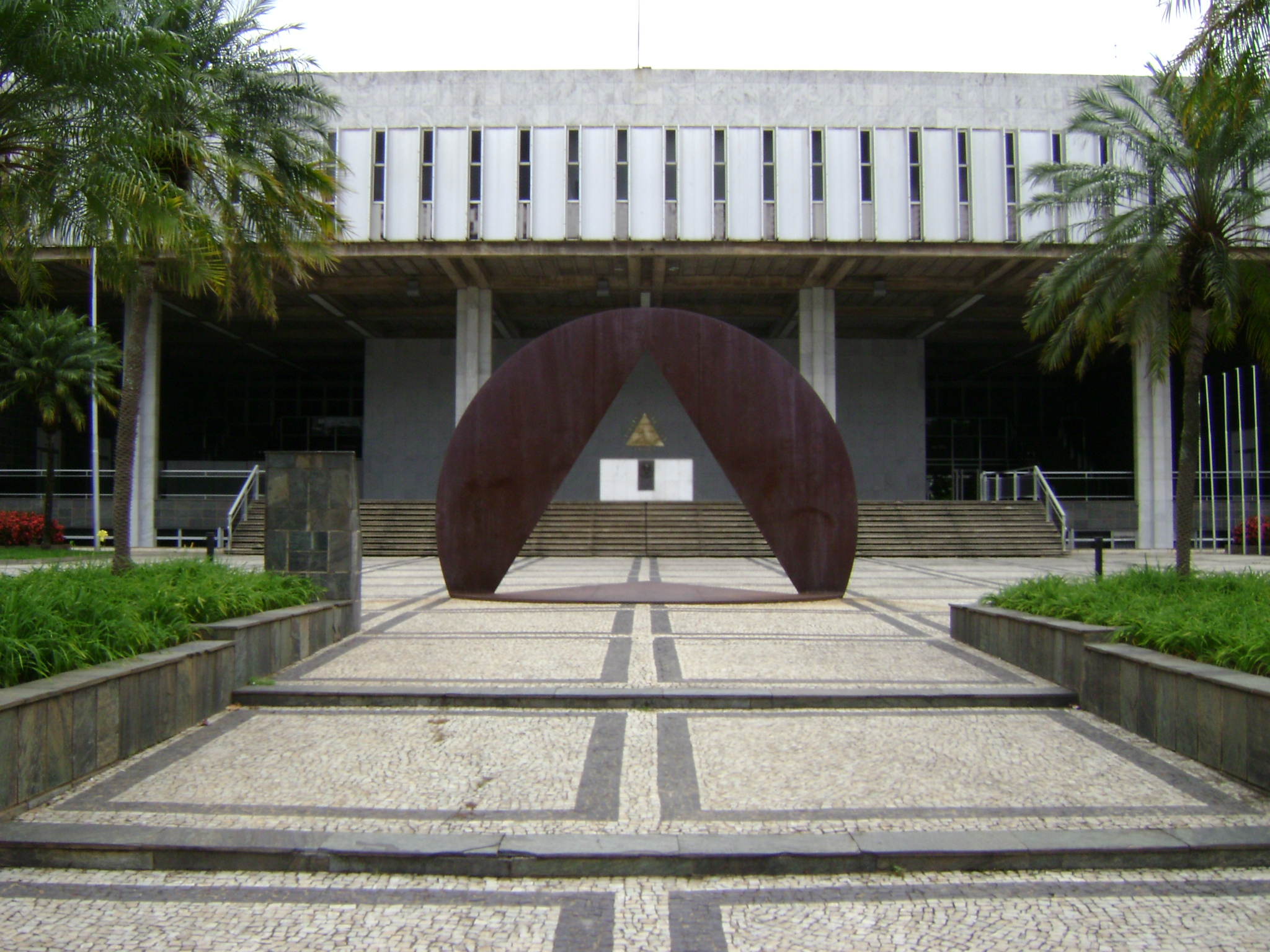
Entrada do palácio.

Palácio da Inconfidência é a denominação para a sede da Assembleia Legislativa do Estado de Minas Gerais, onde é repassado o trâmite burocrático para a aprovação e manutenção de leis estaduais mineiras e planos diretores.
Localiza-se na rua Rodrigues Caldas, no bairro Santo Agostinho, em Belo Horizonte.